# 休利特內克 (紐約州)
休利特內克（英語：Hewlett Neck）是位於美國紐約州拿騷縣的村。

## 人口
根據2020年美國人口普查的數據，休利特內克的面積為0.55平方千米，當中陸地面積為0.51平方千米，而水域面積為0.04平方千米。當地共有人口560人，而人口密度為每平方千米1,018人。